# Hospital Clínico IST Viña del Mar
El Hospital Clínico IST es un centro asistencial de carácter privado y mutualista. Está ubicado en la ciudad chilena de Viña del Mar.

## Historia
En 1970, la mutualidad Instituto de Seguridad del Trabajo (IST), funda el primer hospital de la sociedad mutualista de Chile. Con asiento en la ciudad de Viña del Mar, nace el "Hospital Clínico IST", que se especializaría en trabajadores accidentados y a su vez otorgaría medicina de prevención para los trabajadores que pertenecen a la mutual.
La oferta de salud se abre para todas las personas en 1983, ampliando su espectro de pacientes, el hospital se ubica dentro de los centros hospitalarioas del país especialista en accidentados y crónicos.